# Kenneth Emil Petersen
Kenneth Emil Petersen (Copenhague, Dinamarca, 15 de enero de 1985) es un futbolista danés que juega como defensa en el Aalborg en la Superliga.

## Carrera
Al inicio de la temporada 2007-08 Petersen se convirtió en un jugador titular del Horsens.
Peter Bonde, el entrenador adjunto de Dinamarca, lo elogió y dijo que podía jugar en el equipo.

## Clubes
| Club              | País      | Temporada   |
| ----------------- | --------- | ----------- |
| Herfølge Boldklub | Dinamarca | 2003 - 2006 |
| Ølstykke (cedido) | Dinamarca | 2005        |
| Horsens           | Dinamarca | 2006 - 2009 |
| Aalborg           | Dinamarca | 2009 - Act. |

## Palmarés
Aalborg
- Superliga: 2013-14
- Copa de Dinamarca: 2013-14